# Broken-Hearted Girl
„Broken-Hearted Girl“ je píseň od americké R&B zpěvačky Beyoncé. Je to sedmý singl z jejího třetího alba I Am… Sasha Fierce.

## Hitparáda
| Žebříček (2009)        | Příčka |
| ---------------------- | ------ |
| UK Singles Chart       | 27     |
| German Singles Chart   | 14     |
| Austrian Singles Chart | 14     |
| Czech Airplay Chart    | 15     |